# 재클린 사무다

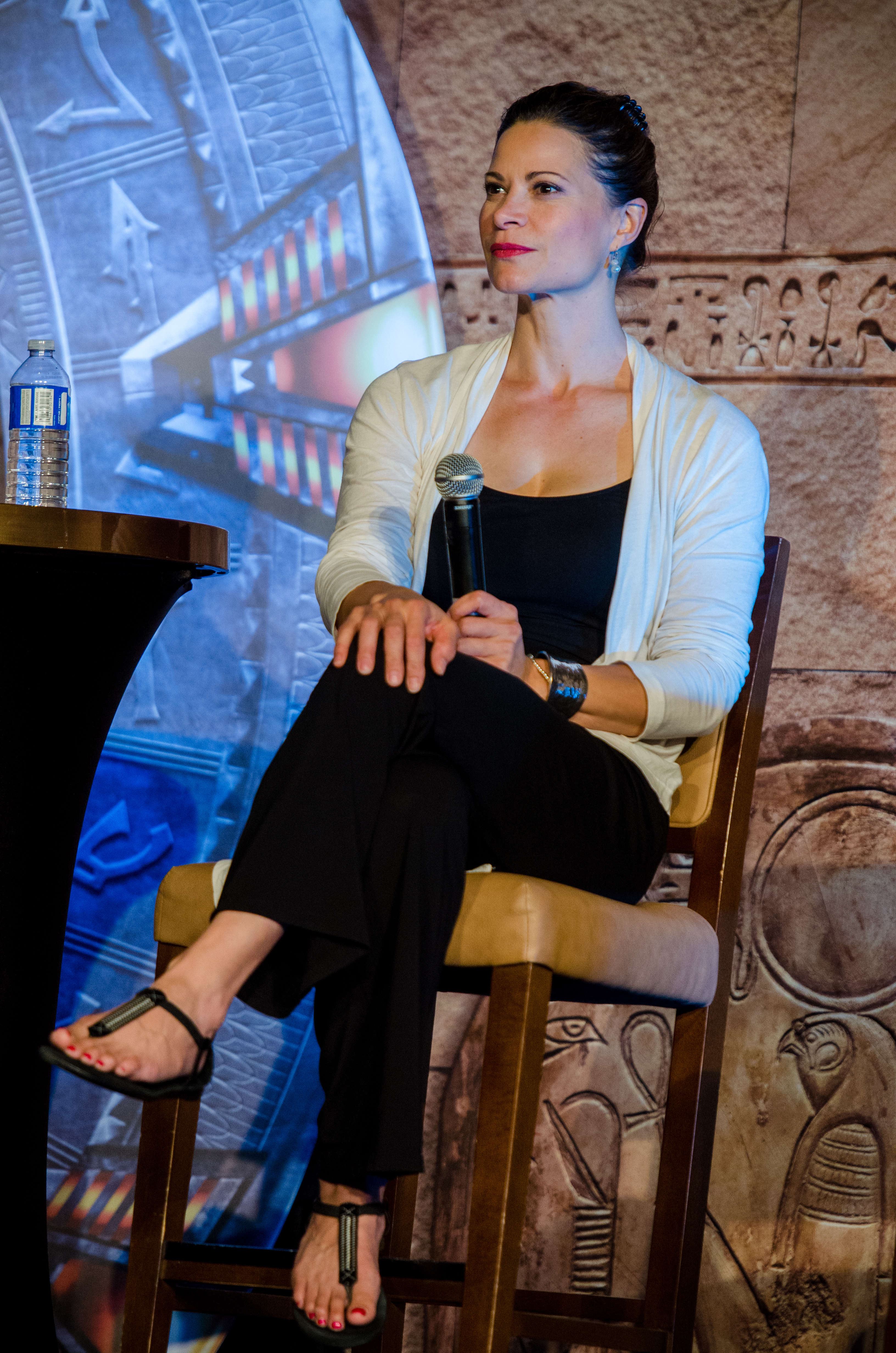

재클린 사무다(Jacqueline Samuda, 2000년 1월 1일 ~ )는 캐나다의 배우, 영화 감독, 작가, 대학 교수, 영화배우이다.
오타와에서 태어났다.

## 영화
- 프리티 리틀 어딕트 (2015년)
- 스타게이트 - 컨티넘 (2008년)
- 서브 제로 (2005년)
- 와이더 데이즈 (2003년)
- 웨이스티드 (2002년)
- 대통령을 죽여라 (2000년)
- 블러드 머니 (1999년)
- 어져스터 (1991년)
- 리오나 (1990년)
- 스피킹 파트 (1989년)